# Toni Kroos
Toni Kroos (ur. 4 stycznia 1990 w Greifswaldzie) – niemiecki piłkarz, który występował na pozycji pomocnika w hiszpańskim klubie Real Madryt latach 2014–2024. Sześciokrotny zdobywca Ligi Mistrzów UEFA w sezonie 2012/2013 z Bayernem Monachium oraz w sezonach 2015/16, 2016/17, 2017/18, 2021/22, 2023/24 z Realem Madryt. W latach 2007–2014 piłkarz Bayernu Monachium. W latach 2010–2024 reprezentant Niemiec, z którymi zdobył Mistrzostwo Świata 2014 i brązowy medal Mistrzostw Świata 2010.

## Kariera klubowa
Karierę piłkarską rozpoczynał w 1997 w juniorskiej drużynie Greifswalder SC. Następnie trenował w szkółce piłkarskiej Hansy Rostock, skąd w 2006 trafił do Bayernu Monachium. Po roku gry w zespole juniorów, przed sezonem 2007/2008 został włączony do kadry pierwszego zespołu. W Bundeslidze zadebiutował 26 września 2007 w meczu z Energie Cottbus. Miał wówczas 17 lat, 8 miesięcy i 22 dni, przez co stał się najmłodszym piłkarzem Bayernu. W styczniu 2009 został wypożyczony na 18 miesięcy do Bayeru 04 Leverkusen. Wrócił do Monachium i był podstawowym zawodnikiem Bayernu. Zagrał w przegranym w karnych finale Ligi Mistrzów 2012.
17 lipca 2014 przeszedł z Bayernu Monachium do Realu Madryt za 25 milionów euro.
21 maja 2024 roku hiszpański klub na swojej stronie internetowej poinformował o zakończeniu sportowej kariery zawodnika. 

## Kariera reprezentacyjna
Kroos grał także w reprezentacji Niemiec U-17, a 5 września 2008 zadebiutował w kadrze U-21, w meczu eliminacyjnym Mistrzostw Europy z Irlandią Północną, strzelając gola i zaliczając asystę. Został uznany najlepszym piłkarzem Mistrzostw Świata U-17 rozgrywanych w 2007 w Korei Płd., w których zdobył 5 bramek w 6 meczach.
Następnie zadebiutował w pierwszej reprezentacji. W 2010 zdobył brązowy medal na Mistrzostwach Świata 2010. Na Mistrzostwach Świata 2014 w meczu półfinałowym wygranym (7:1) przeciwko gospodarzom Brazylii strzelił dwa gole w ciągu dwóch minut (24' i 26'). 13 lipca 2014 w meczu finałowym mistrzostw świata przeciwko Argentynie zagrał całe spotkanie wygranym (1:0) po golu Mario Götze w 113' minucie dogrywki zdobywając czwarte mistrzostwo świata dla reprezentacji Niemiec. 23 czerwca 2018 w drugim meczu grupowym Mistrzostw Świata 2018 w Rosji przeciwko Szwecji strzelił gola z rzutu wolnego w doliczonym czasie gry w 95' minucie zapewniając zwycięstwo (2:1).
5 lipca 2024 po przegranym meczu Niemcy–Hiszpania (1:2) w ćwierćfinale Euro 2024, zakończył nie tylko karierę reprezentacyjną ale i także zakończył całkowicie piłkarską karierę (zgodnie z wcześniejszymi zapowiedziami, że po Euro 2024 pożegna się z profesjonalnym uprawieniem piłki nożnej).

## Sukcesy

### Bayern Monachium
- Mistrzostwo Niemiec: 2007/08, 2012/13, 2013/14
- Puchar Niemiec: 2007/08, 2012/13, 2013/14
- Superpuchar Niemiec: 2012
- Liga Mistrzów UEFA: 2012/13
- Superpuchar UEFA: 2013
- Klubowe mistrzostwo świata: 2013

### Real Madryt
- Mistrzostwo Hiszpanii: 2016/17, 2019/20, 2021/22, 2023/24
- Puchar Króla: 2022/23
- Superpuchar Hiszpanii: 2017, 2019/20, 2021/22, 2023/24
- Liga Mistrzów UEFA: 2015/16, 2016/17, 2017/18, 2021/22, 2023/24
- Superpuchar UEFA: 2014, 2017, 2022
- Klubowe mistrzostwo świata: 2014, 2016, 2017, 2018, 2022

### Niemcy
- Mistrzostwa świata:
  -  Mistrzostwo: 2014
  -  3. miejsce: 2010
- Mistrzostwa Europy:
  -  3. miejsce: 2012, 2016

### Niemcy U-17
- Mistrzostwa świata U-17:
  -  3. miejsce: 2007

### Wyróżnienia
- Najlepszy piłkarz Mistrzostw Świata U-17: 2007
- Najlepszy rozgrywający według IFFHS: 2014
- FIFPro World XI: 2014
- Medal Fritza Waltera: Złoto w 2008 (U-18)[a]
- Drużyna roku według IFFHS: 2017
- Drużyna dekady na świecie według IFFHS: 2011–2020
- Drużyna dekady UEFA według IFFHS: 2011–2020
- Drużyna sezonu Ligi Mistrzów UEFA: 2016/2017

## Życie prywatne
W czerwcu 2015 poślubił Jessicę Faber. Mają syna – Leona (ur. 14 sierpnia 2013) oraz córkę Amelie (ur. 20 lipca 2016). Ma młodszego brata Felixa Kroosa.

## Odznaczenia
- Srebrny Liść Laurowy (2014)[7]
- Order Zasługi Meklemburgii-Pomorza Przedniego (2024)[8]